# Riesbach
Riesbach (toponimo tedesco) è il distretto 8 del comune svizzero di Zurigo, nel Canton Zurigo (distretto di Zurigo); nel 2012 contava 15 607 abitanti.

## Storia

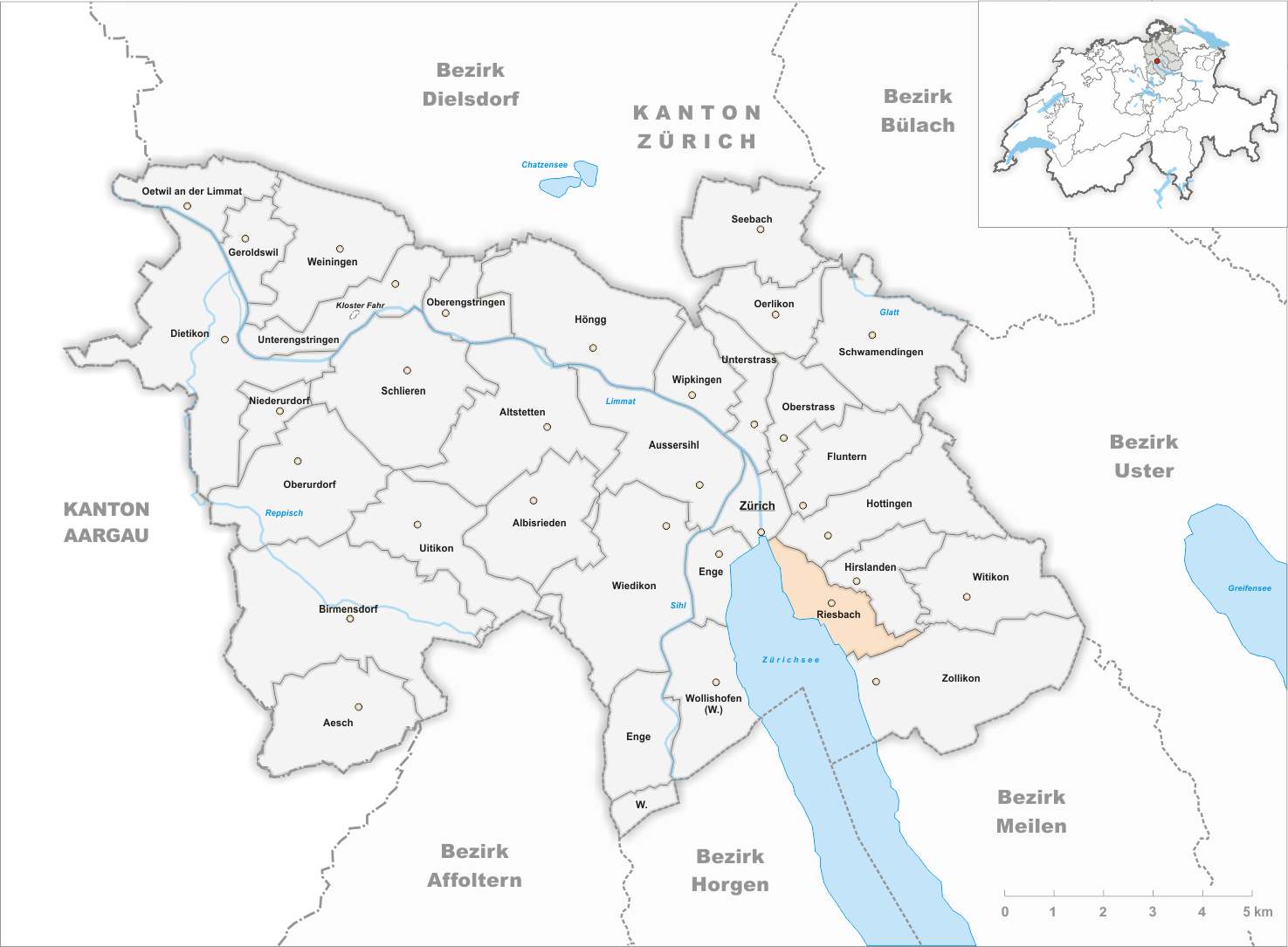
Il territorio del comune di Riesbach prima degli accorpamenti comunali del 1893

Già comune autonomo, nel 1893 è stato accorpato al comune di Zurigo assieme agli altri comuni soppressi di Aussersihl, Enge, Fluntern, Hirslanden, Hottingen, Leimbach, Oberstrass, Unterstrass, Wiedikon, Wipkingen e Wollishofen. Dopo l'incorporazione formò, assieme a Fluntern, Hirslanden e Hottingen, il V distretto; dal 1913 Riesbach costituisce un distretto a sé stante.

## Monumenti e luoghi d'interesse

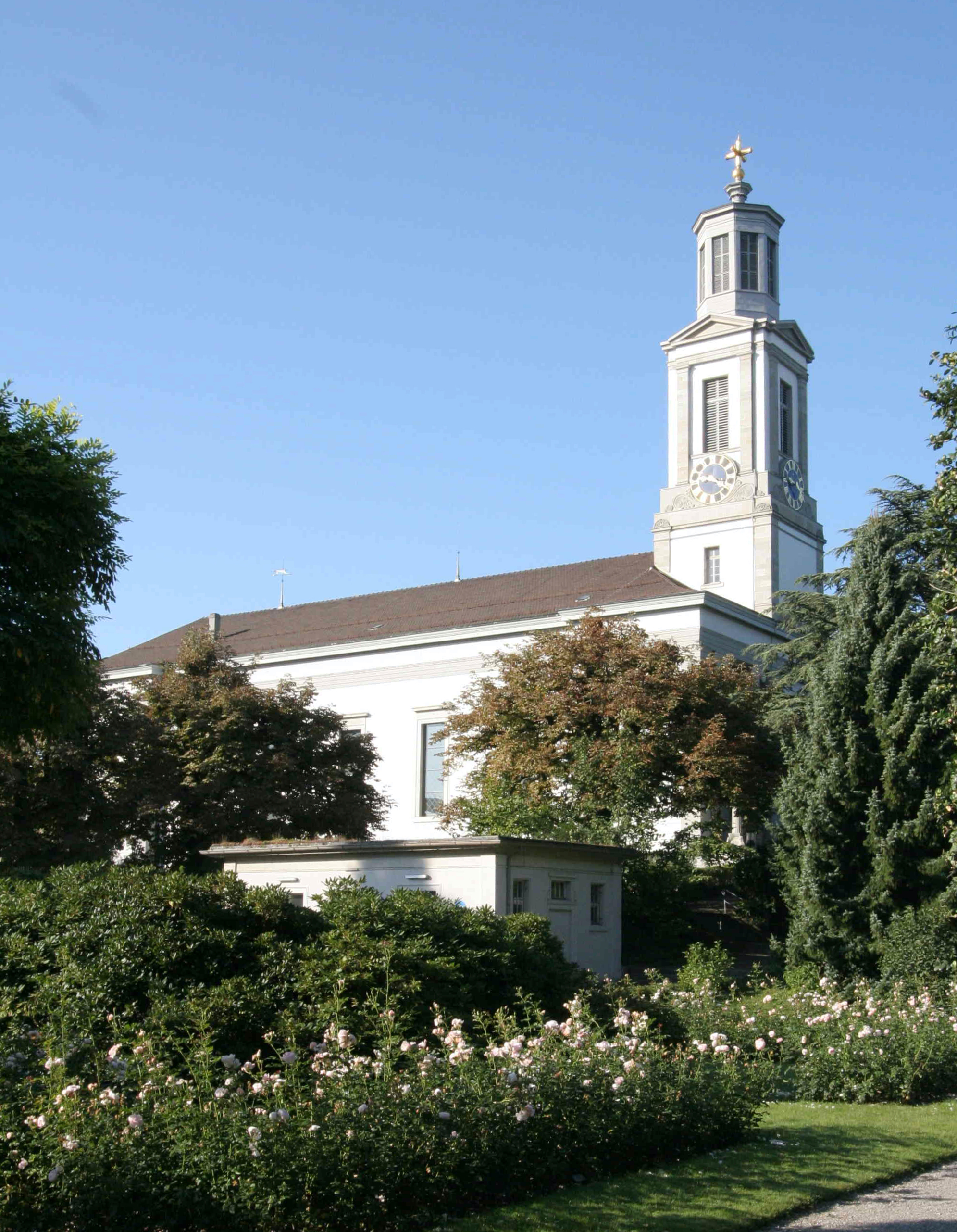
La chiesa del Neumünster

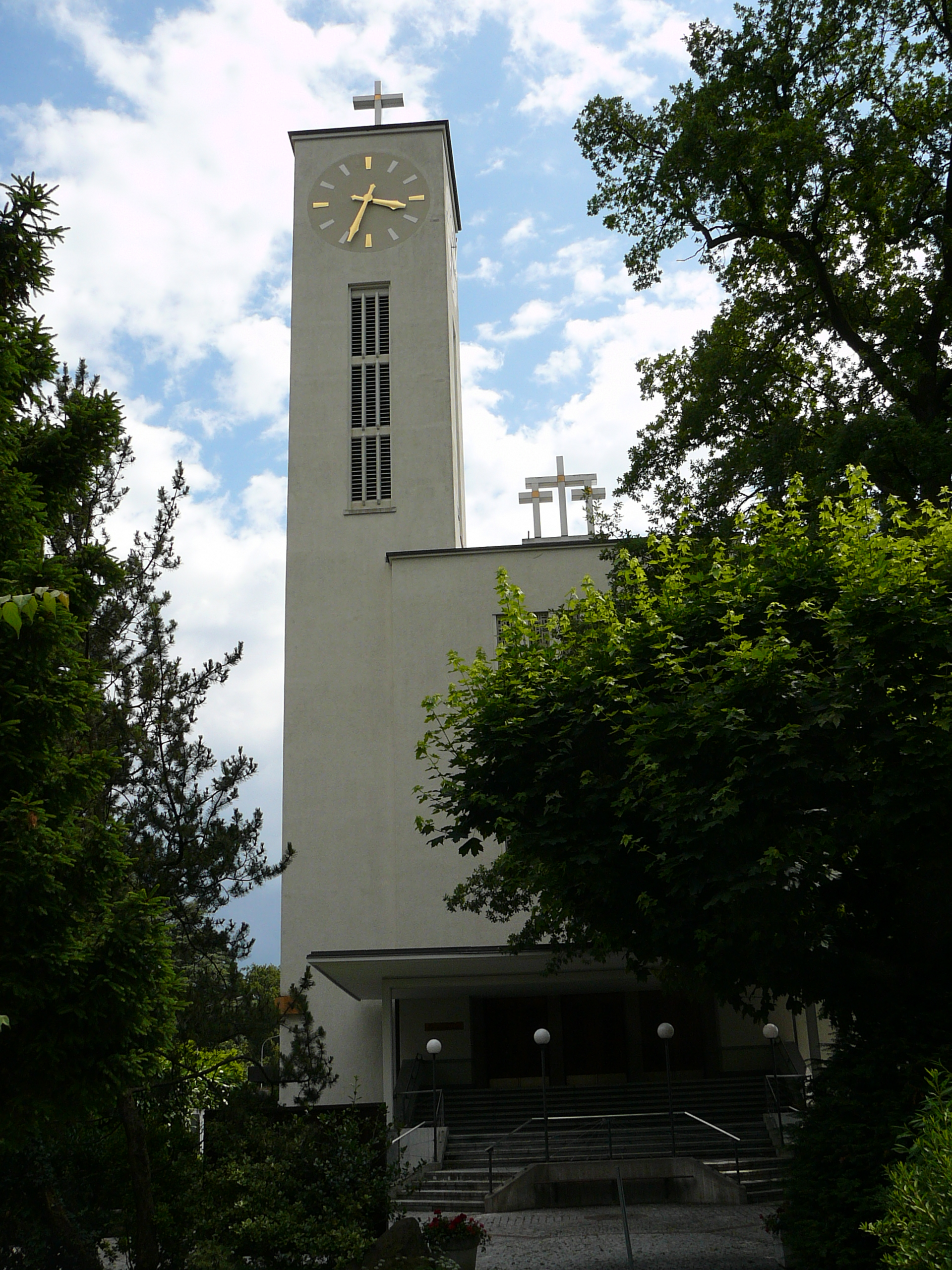
La chiesa del Redentore

- Chiesa riformata del Neumünster, eretta nel 1836-1839[1];
- Chiesa cattolica del Redentore, eretta nel 1937[1].

## Società

### Evoluzione demografica
L'evoluzione demografica è riportata nella seguente tabella:
Abitanti censiti

## Geografia antropica

### Quartieri
Dal 1971 il distretto è suddiviso in tre quartieri:
- Mühlebach
- Seefeld
- Weinegg

## Amministrazione
Ogni famiglia originaria del luogo fa parte del cosiddetto comune patriziale e ha la responsabilità della manutenzione di ogni bene ricadente all'interno dei confini del comune.